# Huamu

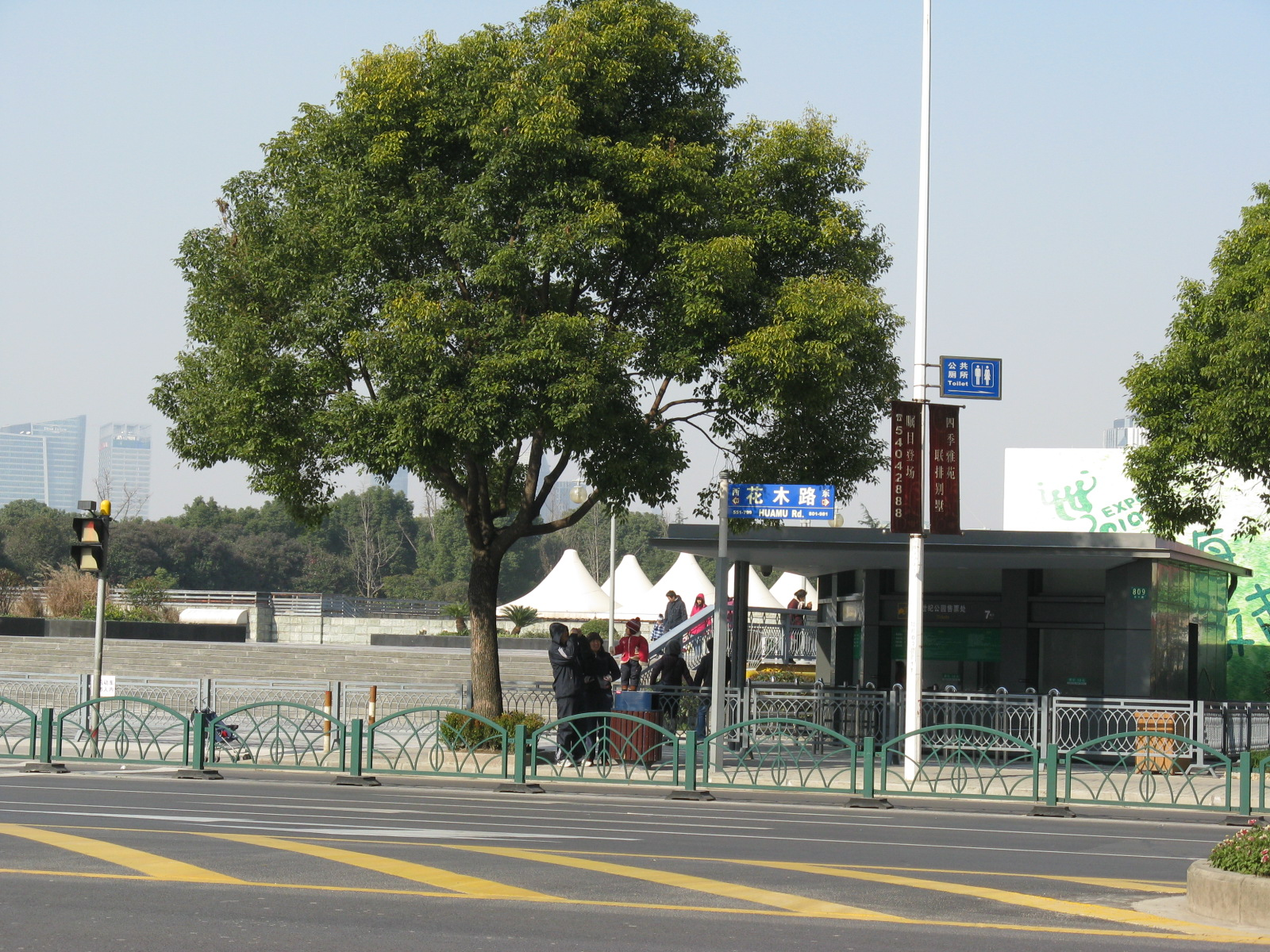
Huamu Road

Huamu (chinesisch 花木街道, Pinyin Huāmù Jiēdào) ist ein Straßenviertel der regierungsunmittelbaren Stadt Shanghai im Stadtbezirk Pudong. Es ist der Regierungssitz von Pudong. Huamu zählte 2010 insgesamt 221.327 Einwohner und hat eine Fläche von 20,53 km².
Huamu unterstehen 41 Einwohnergemeinschaften und die drei Dörfer Panjiaqiao, Huamu und Longguo.